# لوتار متس
لوتار متس (آلمانی: Lothar Metz؛ زادهٔ ۱۶ ژانویهٔ ۱۹۳۹) کشتی‌گیر اهل آلمان بود.